# Академическая гребля на летних Олимпийских играх 2008 — двойки (мужчины)
Соревнования среди двоек без рулевого по академической гребле среди мужчин на летних Олимпийских играх 2008 прошли с 9 по 16 августа в олимпийском аквапарка Шуньи. В соревновании приняли участие 28 спортсменов из 14 стран.
Чемпионами стали австралийские спортсмены Дрю Гинн и Дункан Фри. Дрю Гинн защитил титул олимпийского чемпиона, завоёванный четырьмя годами ранее вместе с Джеймсом Томкинсом, который в Пекине принял решение выступать в соревнованиях восьмёрок. Это золото стало для Гинна третьим в карьере. В 1996 году он стал чемпионом в составе четвёрки. Там же в Атланте Дункан Фри завоевал свою первую олимпийскую награду, завоевав бронзу в зачёте четвёрок парных. Обладателями дебютных олимпийских медалей стали канадцы Дэвид Колдер и Скотт Франдсен, выигравшие серебро, а также новозеландцы Натан Туэддл и Джордж Бриджуотер, ставшие третьими.

## Призёры
| Золото                            | Серебро                                | Бронза                                            |
| Австралия · Дрю Гинн · Дункан Фри | Канада · Дэвид Колдер · Скотт Франдсен | Новая Зеландия · Натан Туэддл · Джордж Бриджуотер |

## Рекорды
До начала летних Олимпийских игр 2008 года лучшее мировое и олимпийское время были следующими:
| Мировой рекорд     | Великобритания Джеймс Крэкнелл, Мэтью Пинсент | 6:14,270 | Севилья | 15 сентября 2002 |
| Олимпийский рекорд | Великобритания · Стив Редгрейв, Мэтью Пинсент | 6:20,090 | Атланта | 27 июля 1996     |

## Расписание
Время местное (UTC+1)
| Дата       | Время | Раунд                  |
| ---------- | ----- | ---------------------- |
| 9 августа  | 16:10 | Предварительные заезды |
| 11 августа | 16:50 | Отборочный заезд       |
| 13 августа | 16:10 | Полуфиналы             |
| 13 августа | 17:20 | Финал C                |
| 15 августа | 17:20 | Финал B                |
| 16 августа | 16:30 | Финал A                |

## Результаты

### Предварительный этап
Первые три экипажа из каждого заезда напрямую проходили в полуфинал соревнований. Все остальные спортсмены попадали в утешительные заезды, где были разыграны ещё три места в полуфиналах.

#### Заезд 1
| Место | Спортсмены                          | Страна  | Время   | Отставание | Примечания |
| ----- | ----------------------------------- | ------- | ------- | ---------- | ---------- |
| 1     | Эрван Перон Лоран Кадо              | Франция | 6:46,57 | +0,00      | SF         |
| 2     | Джузеппе Де Вита Раффаэлло Леонардо | Италия  | 6:51,01 | +4,44      | SF         |
| 3     | Дэвид Колдер Скотт Франдсен         | Канада  | 6:54,88 | +8,31      | SF         |
| 4     | Пётр Хойка Ярослав Годек            | Польша  | 7:01,90 | +15,33     | R          |
| 5     | Кэмерон Уинклвосс Тайлер Уинклвосс  | США     | 7:13,64 | +27,07     | R          |

#### Заезд 2
| Место | Спортсмены                     | Страна         | Время   | Отставание | Примечания |
| ----- | ------------------------------ | -------------- | ------- | ---------- | ---------- |
| 1     | Дрю Гинн Дункан Фри            | Австралия      | 6:41,15 | +0,00      | SF         |
| 2     | Шон Килинг Рамон ди Клементе   | ЮАР            | 6:45,26 | +4,11      | SF         |
| 3     | Том Леман Феликс Драхотта      | Германия       | 6:48,60 | +7,45      | SF         |
| 4     | Робин Борн-Тейлор Том Солсбери | Великобритания | 6:59,48 | +18,33     | R          |
| 5     | Мортен Нильсен Томас Ларсен    | Дания          | 7:17,43 | +36,28     | R          |

#### Заезд 3
| Место | Спортсмены                     | Страна         | Время   | Отставание | Примечания |
| ----- | ------------------------------ | -------------- | ------- | ---------- | ---------- |
| 1     | Натан Туэддл Джордж Бриджуотер | Новая Зеландия | 6:41,65 | +0,00      | SF         |
| 2     | Горан Ягар Никола Стоич        | Сербия         | 6:46,71 | +5,06      | SF         |
| 3     | Якуб Маковичка Вацлав Халупа   | Чехия          | 6:52,50 | +10,85     | SF         |
| 4     | Синиша Скелин Никша Скелин     | Хорватия       | 7:16,35 | +34,70     | R          |

### Отборочный этап
Первые три экипажа проходят в полуфинал соревнований. Гребцы, пришедшие к финишу, последними выбывают в финал C, где разыграют 13-е и 14-е места.
| Место | Спортсмены                         | Страна         | Время   | Отставание | Примечания |
| ----- | ---------------------------------- | -------------- | ------- | ---------- | ---------- |
| 1     | Кэмерон Уинклвосс Тайлер Уинклвосс | США            | 6:36,87 | +0,00      | SF         |
| 2     | Синиша Скелин Никша Скелин         | Хорватия       | 6:38,30 | +1,43      | SF         |
| 3     | Мортен Нильсен Томас Ларсен        | Дания          | 6:38,33 | +1,46      | SF         |
| 4     | Робин Борн-Тейлор Том Солсбери     | Великобритания | 6:41,43 | +4,56      | FC         |
| 5     | Пётр Хойка Ярослав Годек           | Польша         | 6:44,19 | +7,32      | FC         |

### Полуфиналы
Первые три экипажа из каждого заезда проходили в финал соревнований. Все остальные спортсмены попадали в финал B, где разыгрывали места с 7-го по 12-е.

#### Заезд 1
| Место | Спортсмены                     | Страна         | Время   | Отставание | Примечания |
| ----- | ------------------------------ | -------------- | ------- | ---------- | ---------- |
| 1     | Дэвид Колдер Скотт Франдсен    | Канада         | 6:34,02 | +0,00      | FA         |
| 2     | Натан Туэддл Джордж Бриджуотер | Новая Зеландия | 6:36,05 | +2,03      | FA         |
| 3     | Шон Килинг Рамон ди Клементе   | ЮАР            | 6:37,18 | +3,16      | FA         |
| 4     | Якуб Маковичка Вацлав Халупа   | Чехия          | 6:37,88 | +3,86      | FB         |
| 5     | Эрван Перон Лоран Кадо         | Франция        | 6:44,29 | +10,27     | FB         |
| 6     | Синиша Скелин Никша Скелин     | Хорватия       | 7:14,50 | +40,48     | FB         |

#### Заезд 2
| Место | Спортсмены                          | Страна    | Время   | Отставание | Примечания |
| ----- | ----------------------------------- | --------- | ------- | ---------- | ---------- |
| 1     | Дрю Гинн Дункан Фри                 | Австралия | 6:34,29 | +0,00      | FA         |
| 2     | Кэмерон Уинклвосс Тайлер Уинклвосс  | США       | 6:36,65 | +2,36      | FA         |
| 3     | Том Леман Феликс Драхотта           | Германия  | 6:37,26 | +2,97      | FA         |
| 4     | Горан Ягар Никола Стоич             | Сербия    | 6:38,96 | +4,67      | FB         |
| 5     | Джузеппе Де Вита Раффаэлло Леонардо | Италия    | 6:47,30 | +13,01     | FB         |
| 6     | Мортен Нильсен Томас Ларсен         | Дания     | 6:48,65 | +14,36     | FB         |

### Финалы

#### Финал C
| Место | Спортсмен                      | Страна         | Время   | Отставание | Итоговое место |
| ----- | ------------------------------ | -------------- | ------- | ---------- | -------------- |
| 1     | Робин Борн-Тейлор Том Солсбери | Великобритания | 6:46,83 | +0,00      | 13             |
| 2     | Пётр Хойка Ярослав Годек       | Польша         | 6:53,68 | +6,85      | 14             |

#### Финал B
| Место | Спортсмен                           | Страна   | Время   | Отставание | Итоговое место |
| ----- | ----------------------------------- | -------- | ------- | ---------- | -------------- |
| 1     | Горан Ягар Никола Стоич             | Сербия   | 6:49,12 | +0,00      | 7              |
| 2     | Якуб Маковичка Вацлав Халупа        | Чехия    | 6:52,57 | +3,45      | 8              |
| 3     | Эрван Перон Лоран Кадо              | Франция  | 6:54,40 | +5,28      | 9              |
| 4     | Мортен Нильсен Томас Ларсен         | Дания    | 6:55,37 | +6,25      | 10             |
| 5     | Джузеппе Де Вита Раффаэлло Леонардо | Италия   | 7:04,91 | +15,79     | 11             |
| 6     | Синиша Скелин Никша Скелин          | Хорватия | 7:11,19 | +22,07     | 12             |

#### Финал A
В финальном заезде изначально не было явных фаворитов. Одними из явных претендентов на победу считались чемпионы мира 2006 и 2007 годов австралийцы Дрю Гинн и Дункан Фри, а также чемпионы 2005 года и серебряные призёры последних двух мировых первенств новозеландцы Натан Туэддл и Джордж Бриджуотер.
После 500 метров дистанции лидерство захватили австралийский экипаж и канадцы Дэвид Колдер и Скотт Франдсен, которые немного шли впереди, опережая идущими третьими новозеландцев на 3 секунды. К середине заезда лидирующая двойка нарастила отрыв от остальных гребцов. На второй половине дистанции австралийцы начали увеличивать темп и за 500 метров до финиша опережали канадский экипаж на 1,61 с. На этом же отрезке новозеландцы значительно увеличили отрыв от преследователей. Заключительный отрезок лидирующая тройка прошла в одном темпе. Таким образом Дрю Гинн защитил титул олимпийского чемпиона, завоёванный четырьмя годами ранее вместе с Джеймсом Томкинсом.
| Место | Спортсмен                          | Страна         | Время   | Отставание |
| ----- | ---------------------------------- | -------------- | ------- | ---------- |
| 1     | Дрю Гинн Дункан Фри                | Австралия      | 6:37,44 | +0,00      |
| 2     | Дэвид Колдер Скотт Франдсен        | Канада         | 6:39,55 | +2,11      |
| 3     | Натан Туэддл Джордж Бриджуотер     | Новая Зеландия | 6:44,19 | +6,75      |
| 4     | Том Леман Феликс Драхотта          | Германия       | 6:47,40 | +9,96      |
| 5     | Шон Килинг Рамон ди Клементе       | ЮАР            | 6:47,83 | +10,39     |
| 6     | Кэмерон Уинклвосс Тайлер Уинклвосс | США            | 7:05,58 | +28,14     |